# Asma Mansour

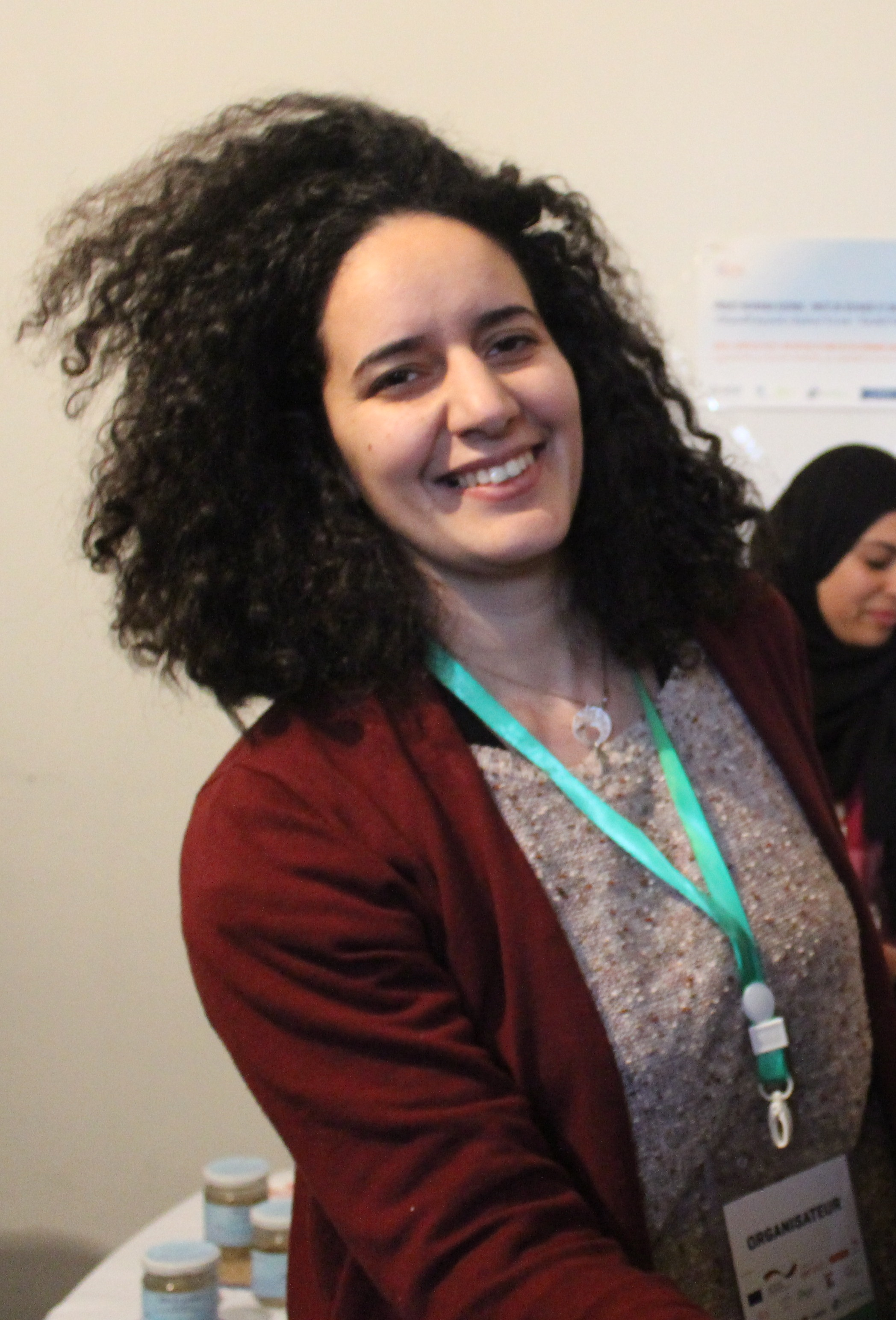
Asma Mansour

Asma Mansour là một doanh nhân người Tunisia và nhà hoạt động phụ nữ, người vào năm 2011 đã đồng sáng lập Trung tâm khởi nghiệp xã hội Tunisia. Kết quả cô đã được chọn là một trong 100 Women của BBC năm 2014. Vào tháng 6 năm 2016, cô đã được xếp thứ 3 trong số 42 nhà đổi mới châu Phi được lựa chọn bởi tạp chí kinh doanh trực tuyến Ventures Africa.

## Tiểu sử
Mang lại trong một gia đình truyền thống, Mansour phải tuân theo các quy tắc nghiêm ngặt của cha mẹ cô. Khi cô 15 tuổi, cô đã bắt đầu viết về việc cô khó chấp nhận cách đối xử của phụ nữ trong gia đình và nói chung là trong cộng đồng nói chung. Tuy nhiên, cô vẫn học kế toán tại Học viện Kế toán và Kinh doanh cao hơn của Đại học Manouba, tốt nghiệp vào năm 2010.
Khi còn là sinh viên, cô đóng vai trò lãnh đạo trong nhiều tổ chức khác nhau, bao gồm Junior Chamber International và AIESEC, khi sắp xếp các sự kiện cô có được kinh nghiệm về các vấn đề như môi trường, chăm sóc sức khỏe, giáo dục, nhân quyền và loại trừ xã hội. Cô học cách quản lý một đội, gây quỹ và đàm phán hợp tác. Nhận thấy tiềm năng của mình, Đại sứ quán Hoa Kỳ đã trao cho cô học bổng để theo học khóa quản lý kinh doanh tại Trường Kinh doanh Địa Trung Hải của Tunisia và cô đã hoàn thành vào năm 2010. Nhờ học bổng của École Supérieure de Commerce, sau đó cô tiếp tục lấy bằng thạc sĩ tại Marouba năm 2013.
Trong khi học, Mansour đã thành lập tổ chức nhân quyền, Phong trào Nhân dân vì Học tập Nhân quyền, nhằm tích hợp quyền con người vào cuộc sống hàng ngày của công dân Tunisia. Sau chuyến thăm Nhật Bản nơi cô được truyền cảm hứng từ tiềm năng của cách tiếp cận xã hội đối với tinh thần kinh doanh, vào năm 2011, cùng với HHR Mahbouli và Sarah Toumi, cô đã thành lập Trung tâm khởi nghiệp xã hội Tunisia, chuyên đưa doanh nghiệp xã hội thành nền tảng cho nền kinh tế Tunisia.